# Eressoxesta
Eressoxesta is een geslacht van vlinders van de familie Dryadaulidae. De wetenschappelijke naam van dit geslacht is voor het eerst voorgesteld door László Anthony Gozmány en Lajos Vári in een publicatie uit 1973. De soorten in dit geslacht komen in tropisch Afrika voor.

## Soorten
- Eressoxesta doxochares Meyrick, 1926
- Eressoxesta furcovalvata Mey, 2019